# Protektorat
Protektorat (z łac. protectio – osłona) – jedna z form zależności politycznej, w której państwo posiadające własny ustrój uzależnione jest w swej polityce od państwa silniejszego (protektora). Protektorat zachowuje jako kraj niektóre swoje instytucje, rząd i administrację, ale znajduje się pod kontrolą obcego państwa, które prowadzi jego sprawy zewnętrzne, np. politykę zagraniczną i gospodarczą.
Często protektorat był wynikiem kolonializmu, a zależność ta była często oparta na nierównoprawnej umowie międzynarodowej narzuconej przez mocarstwo kolonialne.
Specyficzną formą protektoratu są mikropaństwa, do których można zaliczyć Liechtenstein, Monako czy San Marino.
Przykłady
| Protektorat               | Protektor           | Czas                |
| ------------------------- | ------------------- | ------------------- |
| Chanat Krymski            | Imperium Osmańskie  | 1475–1774           |
| Korea                     | Cesarstwo chińskie  | 1636–1895           |
| Chanat Krymski            | Imperium Rosyjskie  | 1774–1783           |
| I Rzeczpospolita          | Imperium Rosyjskie  | 1768–1789 1792–1795 |
| Cesarstwo Koreańskie      | Japonia             | 1897–1910           |
| Liberia                   | Stany Zjednoczone   | 1822–1847           |
| Kraj Urianchajski         | Imperium Rosyjskie  | 1914–1921           |
| Rodezja Północna          | Imperium brytyjskie | 1924–1953           |
| Protektorat Czech i Moraw | III Rzesza          | 1939–1945           |
| Protektorat Saary         | Francja             | 1945–1956           |
| Kosowo                    | NATO · ONZ          | od 1999             |